# 14056 Кайнар
14056 Кайнар (14056 Kainar) — астероїд головного поясу, відкритий 13 січня 1996 року.
Тіссеранів параметр щодо Юпітера — 3,502.